# Hardt Hyperloop
Hardt Hyperloop is een door een Delftse studententeam opgericht bedrijf dat zich bezighoudt met het ontwikkelen van een hyperloopsysteem in Europa. Het bedrijf is opgericht in 2016.

## Ontwikkeling
In 2017 won Hardt onder de naam Delft Hyperloop een internationale competitie uitgeschreven door Elon Musk. Zo heeft Hardt op 12 september 2018 zijn plannen op de HyperSummit gepresenteerd om een hyperloop-verbinding tussen Nederland en Duitsland aan te leggen met haltes op Schiphol en Frankfurt am Main, zodat mensen in zo'n 50 minuten van de ene plaats naar de andere zouden kunnen reizen.
Het bedrijf heeft al verschillende testopstellingen gebouwd, waaronder de 30 meter lange buis op The Green Village aan de campus van de TU Delft. Meer testfaciliteiten op volledige schaal zijn in het vooruitzicht. Eind 2019 werd bekend dat Hardt een hyperloop-onderzoekscentrum zou gaan bouwen op enkele kilometers van de stad Groningen. Onderdeel hiervan zou een 2,6 kilometer lange testbaan worden. Begin 2024 werd echter bekend dat dit niet doorgaat, vanwege de instabiele ondergrond ter plaatse. In hetzelfde jaar ontwikkelde Hardt een testlocatie in Veendam, het European Hyperloop Center (EHC), de grootste Hyperloop-testlocatie in Europa met een baan van bijna 500 meter. Later dat jaar had de baan de primeur met de eerste succesvolle (nog onbemande) test.

## Financiering
De financiering geschiedt in stappen, zo was er tot oktober in enkele ronden 10 miljoen euro opgehaald. Een aanzienlijk deel komt van Koolen Industries. Half oktober 2020 zegde de rijksoverheid ook 4,5 miljoen toe. Een jaar later volgde nog eens 15 miljoen van de Europese Commissie.